# Paracaryum strictum
Paracaryum strictum är en strävbladig växtart som först beskrevs av C. Koch, och fick sitt nu gällande namn av Pierre Edmond Boissier. Paracaryum strictum ingår i släktet Paracaryum och familjen strävbladiga växter. Inga underarter finns listade i Catalogue of Life.